# Virginia Christine
Virginia Christine (Stanton, 5 de março de 1920 — Los Angeles, 26 de julho de 1996) foi uma atriz estadunidense. Ela fez sua estréia no filme de 1943 Revolta!, seus outros créditos no cinema incluem A Maldição da Múmia (1944), Cyrano de Bergerac (1950), Matar ou Morrer (1952), Vampiros de Almas (1956), O Julgamento de Nuremberg (1961) e Adivinhe Quem Vem para Jantar (1967). Na televisão, ela apareceu em Gunsmoke, Bonanza e Twilight Zone.

## Vida pessoal
Em novembro de 1940, Christine se casou com o ator Fritz Feld. O casal teve dois filhos, Steven e Danny. Christine e Feld permaneceram casados até a morte de Feld em 1993.